# Golden Emperor International Ltd.
A GeIL – teljes nevén Golden Emperor International Ltd. (jelentése Arany Császár) – memóriamodulok gyártásával foglalkozó tajvani cég. Alapítása 1993-ra tehető, elismert márkává 1997-ben vált. A cégprofil átszervezésével, ettől az évtől kezdve a túlhajtók táborát célozták meg termékeikkel.

## DDR1
Komoly sikereket a DDR1-es memóriák időszakában értek el. A 400 MHz-es Value és Ultra Platinum moduljaik kivételesen jól tuningolhatónak bizonyultak, továbbá a gyártó jelentős plusz feszültség adása mellett is vállalta az élettartam-garanciát (a DDR1-es modulok szabvány feszültsége 2,5 V, a Geil 2,95 V-ig vállalt garanciát). Moduljaikon különböző beszállítók chipjeit alkalmazták: Hynix, Samsung, Winbond, Infeneon. Leggyorsabb moduljuk 550 MHz-es frekvenciájú.
További érdekesség, hogy nem csupán frekvenciát próbálták meg növelni, hanem a memóriakésleltetést csökkenteni. A világon egyedüliként dobták piacra a CL1.5-ös késleltetésű moduljaikat Geil ONE néven – igaz, ez csak kevés alaplapban működött. Ezeken kívül megemlítendő a Golden Dragon és az Ultra Platinum-X széria is, mint a csúcskategória képviselői.

## DDR2
A DDR2-es időszak kevésbé kedvezett a gyártónak. A 800 MHz-es modulok általános elterjedésekor, mind a Value, mind az Ultra modulokon lecserélte a chipeket a gyártó: a kivételesen jó minőségű Micron D9GMH chipek helyére Aeneon, Spectec és Elpidia IC-k kerültek. Ezzel a lépéssel nagyot esett az áruk, viszont igen silány minőségű modulok lettek. A felső szegmensben továbbra is Micron chipeket használtak, főleg D9GCT-t, de a legelterjedtebb 800 MHz-es modulok szereplése miatt, komoly presztízsveszteséget könyvelhetett el a Geil. 2007-ben került bemutatásra a Black Dragon, illetve az Esotheria széria, Előbbi a játékosközönségnek, utóbbi a túlhajtók örömére. Valószínűleg utolsó hírnökként érkezett az EvoOne széria, melynek különlegessége, hogy 4, illetve 8 gigás szettekben kapható.

## DDR3
DDR3-as moduljaik csak a közelmúltban kerültek bemutatásra, ezekről egyelőre nem sok információ látott napvilágot. A leglassabb, 1066 MHz modulok CL6 illetve CL7-es késleltetéssel kerülnek forgalomba, az 1333 MHz-es moduloknak pedig CL7-8-9-es változatai is vannak. Leggyorsabb jelenleg az 1600 MHz-es szett, CL7-es késleltetéssel.